# Flughafen Frankfurt-Hahn

i7
i11
i13
Der Flughafen Frankfurt-Hahn (Eigenbezeichnung: Hahn Airport, (IATA-Code: HHN, ICAO-Code: EDFH)) ist ein seit 1993 aus US-Militärverwendung konvertierter ziviler Flughafen im Hunsrück in Rheinland-Pfalz. Zur Metropole Frankfurt am Main, auf die sich der Name bezieht, besteht keine spezielle Verbindung und auch keine räumliche Nähe (Straßenentfernung etwa 125 km).
Als Frachtflughafen ist Frankfurt-Hahn der fünftgrößte Deutschlands (Stand 2017). Im Passagierverkehr wird er hauptsächlich durch die irische Billigfluggesellschaft Ryanair bedient.

## Geographie
Der Flughafen Frankfurt-Hahn befindet sich auf einer Höhe von 503 m (1649 ft) AMSL auf einer Hochfläche des Hunsrück-Hauptkamms. Der überwiegende Teil des Flughafengeländes gehört zu den Gemeinden Hahn, Büchenbeuren und mit dem größten Anteil Lautzenhausen im Rhein-Hunsrück-Kreis, ein kleiner Teil im Westen gehört zur Gemeinde Lötzbeuren im Landkreis Bernkastel-Wittlich. Die nächstgelegenen Oberzentren sind Trier, Koblenz und Mainz. Der Flughafen liegt an den Bundesstraßen 50, 327 und 421.

## Geschichte

### Entstehung
Die französische Besatzungsmacht begann 1951 mit dem Bau eines Militärflugplatzes im Hunsrück, der 1952 von der US-amerikanischen Luftwaffe übernommen wurde.
Zum Ende des Kalten Krieges waren auf der Hahn Air Base drei Fliegende Staffeln F-16 stationiert, zusammen mit Personalbestand und Familienangehörigen etwa 13.000 Menschen. Nachdem eine dieser Staffeln, die 10th Tactical Fighter Squadron, 1991 beim zweiten Golfkrieg im Irak eingesetzt worden waren, kehrten die Flugzeuge direkt in die USA zurück. Die beiden anderen Fliegenden Staffeln verlegten direkt von Hahn Air Base in die USA und wurden dort aufgelöst. Die US Air Force leitete die Aufgabe des Standortes ein und zog bis 1993 das verbliebene Personal und Gerät ab.
Ein Infotag für Politik und Bevölkerung, mit Landung und Start einer Lufthansa-Maschine, fand am 13. September 1992 statt. Nach dem Ende der militärischen Nutzung übergaben die US-Streitkräfte die Hahn Air Base am 30. September 1993 der zivilen Verwaltung.
Die Landesregierung Rheinland-Pfalz identifizierte den aufgelassenen Flugplatz als denjenigen, der am leichtesten zu einer zivilen Verwendung zu konvertieren war. Im Rahmen der Konversion wurde ein internationaler Flughafen geplant, der den Flughafen Frankfurt Main entlasten sollte. Anders als dieser und auch andere Flughäfen hat Frankfurt-Hahn eine Nachtfluggenehmigung und ist relativ leicht erweiterbar.
Der erste zivile Flug vom Flughafen Frankfurt-Hahn, ein Charterflug zum Flughafen Palma de Mallorca, fand am 22. Mai 1993 statt. Am 24. August 1996 landete erstmals eine Concorde der Air France auf dem Flughafen. Mit FTI Touristik begannen ab November 1998 auch Charter-Flüge der Britannia Airways zum Flughafen Puerto Plata in der Dominikanischen Republik. Der Touristikkonzern TUI weitete ab Mai 1998 seine Charter-Flüge mit Air Europa nach Mallorca aus. Seit dem 7. April 1999 fliegt auch die Fluggesellschaft Ryanair von Frankfurt-Hahn aus.

### Zwischenfall 2006
Eine „schwere Störung“ ereignete sich am 16. Oktober 2006: Ein Tornado der Luftwaffe kam im Kurven-Steigflug einer anfliegenden Ryanair-Passagiermaschine von hinten so nahe, dass das Kollisionswarngerät der Boeing auslöste. Durch die Anweisung des Geräts wurde der Anflug abgebrochen und neu angeflogen. Beide Flugzeuge landeten sicher; die Passagiermaschine auf dem Flughafen Frankfurt-Hahn, der Tornado im nordrhein-westfälischen Nörvenich im Kreis Düren. Das Ereignis löste eine Diskussion über die Sicherheit im Luftraum aus. Die Ermittlungen wurden eingestellt, da der nach militärischen und zivilen Vorschriften vorgegebene Mindestabstand nicht unterschritten wurde. Der Militärpilot gab an, er habe Auffälligkeiten beim Landeanflug bemerkt und daher die Passagiermaschine, wie in solchen Fällen üblich, in Augenschein genommen.

### Namensgeschichte des Flughafens
Die Bezeichnung Hahn stammt aus US-amerikanischer Zeit. Üblicherweise tragen Flugplätze den Namen des Ortes, auf dessen Fläche sie gebaut sind. Im Fall des Flughafens Frankfurt-Hahn wäre dies die Ortsgemeinde Lautzenhausen. Nach ersten Planungen sollte der Militärflugplatz leicht versetzt vom späteren Standort bei Hahn und nicht bei Lautzenhausen gebaut werden. Obwohl die Entwürfe geändert wurden, blieb es bei der ersten Bezeichnung Hahn. Dabei wurde auch berücksichtigt, dass international Schwierigkeiten wahrscheinlich wären, die Namen der benachbarten Gemeinden Lautzenhausen und Büchenbeuren auszusprechen, weshalb aus praktischen Gründen die Entscheidung für den Ort Hahn fiel.
In der ersten Zeit der Zivilnutzung wurde der Flughafen als Rhein-Mosel-Flughafen bekannt. Nach gerichtlichen Entscheidungen, vor allem zwischen Lufthansa und Ryanair, wurde der Flughafen offiziell als Frankfurt-Hahn bezeichnet. Nach der Übernahme durch die TRIWO lautet die Eigenbezeichnung seit Mitte 2023 „Hahn Airport“. Ryanair dagegen verwendet weiterhin die Bezeichnungen „Frankfurt Hahn“, „Frankfurt (HHN)“ und „Frankfurt“ für den Hahn Airport.

### Ausbau
Die Start- und Landebahn wurde 2005 durch den Ausbau an ihrem westlichen Ende von 3040 m auf 3800 m verlängert, um für Langstrecken-Frachtflugzeuge geeignet zu sein.
Eine 440 m lange Cargo-Zufahrtsstraße wurde am 15. Januar 2007 eröffnet. Von ihr aus verbinden insgesamt drei Stichstraßen mit einer Länge von 265 m die Frachthallen mit dem Vorfeld.
2016 wurde das Vorfeld erweitert, als der Wartungshangar der Haitec Aircraft Maintenance in Bau war.

### Betreiber
Betreibergesellschaft ist seit Mai 2023 die TRIWO Hahn Airport GmbH.

### Beschäftigungsentwicklung
Die TRIWO Hahn Airport GmbH und weitere an dem Flughafen angesiedelten Unternehmen sind bedeutende Arbeitgeber der strukturschwachen Hunsrückregion.

### Militär
Der Flughafen wird unregelmäßig für militärische Personen- und Frachttransporte genutzt.

### Polizei
Die Hochschule der Polizei Rheinland-Pfalz hat 1996 in Flughafennähe Gebäude und Gelände der früheren US-Family Housing der United States Air Force übernommen.

### Von 2012 bis 2023

#### Fehlende Wirtschaftlichkeit (2012 bis 2015)
Das Eigenkapital der Flughafengesellschaft (FG) betrug im August 2012 44 Millionen Euro, die Verbindlichkeiten 138 Millionen.
Laut einem internen Bericht einer Wirtschaftsprüfungsgesellschaft von 2012 drohte der Flughafengesellschaft Ende März 2013 die Insolvenz. Die Geschäftsführung widersprach dieser Darstellung. Ende März 2013 wurde ein 13-Millionen-Euro-Kredit fällig. Im Februar 2013 beschloss die Landesregierung von Rheinland-Pfalz, bis 2017 weitere 120 Millionen Euro für die Flughafengesellschaft bereitzustellen, um deren Zahlungsfähigkeit zu sichern. Durch die Bereitstellung des Geldes mittels Nachtragshaushalt wendete das Land Rheinland-Pfalz eine Insolvenz der Flughafengesellschaft ab.
Pläne, die Flughafen-Infrastruktur für 85 Millionen Euro an den Landesbetrieb Mobilität zu verkaufen und anschließend zurückzuleasen, wurden 2013 von der EU untersagt. Um einen Investor für den Flughafen zu finden, plante das Land Rheinland-Pfalz 2013, den Unterhalt von Straßen, Kanalisation und Gebäuden auf dem Flughafengelände in den Landeshaushalt zu überführen.
Im November 2013 prognostizierte die Geschäftsführung der Flughafengesellschaft bis 2017 einen jährlichen Verlust von 10 Millionen Euro, das Geschäftsmodell sei „nicht zukunftsfähig“.
Im Jahr 2014 betrug der Verlust 45,2 Millionen Euro.
Seit März 2015 versuchte die rheinland-pfälzische Landesregierung, die Flughafengesellschaft zu verkaufen. Die Flughafengesellschaft gab 2012 an, der Flughafen generiere ein jährliches Steueraufkommen von 96 Millionen Euro.

#### Verkaufspläne (2016/2017)
Angesichts von 132,8 Millionen Euro Schuldenlast (2014) leitete Rheinland-Pfalz eine Entschuldung ein und suchte nach einem neuen Betreiber. Als Käufer gab das Land am 6. Juni 2016 das chinesische Unternehmen Shanghai Yiqian Trading (SYT) bekannt, das einen Kaufpreis im niedrigen zweistelligen Millionenbereich zahle. Bei einer Pressekonferenz wurde auch die Shanghai Guo Qing Investment Company genannt. Dabei handle es sich um einen großen Baukonzern und den Investor hinter der SYT. Die genannten Unternehmen seien von der Prüfungsfirma KPMG geprüft. Laut dem vorgelegten Businessplan wollte der Käufer eine zweite Start- und Landebahn, ein Altenheim und ein Luxushotel auf dem Gelände bauen und die Hunsrückbahn wieder in Betrieb nehmen. Die Gültigkeit des Verkaufs sei von mehreren Bedingungen, unter anderem von der Zustimmung des rheinland-pfälzischen Landtages, abhängig. Der SWR fand jedoch heraus, dass die Unternehmen unbekannt seien. Am 29. Juni 2016 veröffentlichte der SWR einen Bericht des Chinakorrespondenten Sebastian Hesse, wonach sich an der angeblichen Adresse der Shanghai Guo Qing Investment Company ein Reifenhandel befindet, bei dem schon häufig geprellte Anleger nach dem angeblichen Baukonzern gesucht haben. Einige Stunden später verkündete der rheinland-pfälzische Innenminister Roger Lewentz auf einer Pressekonferenz, der Verkauf sei gestoppt, da die SYT mit einer Teilzahlung in Verzug sei. In der Folge reiste der Staatssekretär im Innenministerium, Randolf Stich, nach China, um sich vor Ort über den Käufer zu informieren. Seine Erkenntnisse führten dazu, dass die Landesregierung ankündigte, den Verkauf ans SYT endgültig zu stoppen. Dabei tauchte auch der Verdacht auf, dass gefälschte Unterlagen bei der Ausschreibung vorgelegt wurden. Ein im April 2017 veröffentlichtes Gutachten wies KPMG und Minister Roger Lewentz eine Vielzahl „grober und gröbster Versäumnisse“ nach. Die KPMG war auf einen Hochstapler hereingefallen.
Am 6. Juli 2016 wurden Teile des Geländes der ehemaligen Hahn-Housing (Housing = Wohngebiet für Militärangehörige und deren Familienmitglieder) an die ADC GmbH für 3,75 Millionen Euro verkauft.
Die oppositionelle rheinland-pfälzische CDU-Fraktion stellte gegen Ministerpräsidentin Malu Dreyer (SPD) einen Misstrauensantrag. Dreyer sprach im Zusammenhang mit dem Verkauf von einem „schlimmen Fehler“, verwahrte sich aber gegen den Vorwurf der Wählertäuschung. Im Anschluss beschloss der Landtag ein Gutachten zum gescheiterten Hahn-Verkauf. Untersucht werden soll, ob beim geplanten Verkauf an die SYT die vom rheinland-pfälzischen Rechnungshof genannten Kriterien beachtet wurden, die für die Auswahl von Geschäftspartnern und den Umgang mit ihnen gelten. KPMG erhielt bis Mitte 2016 etwa 6,25 Millionen Euro für seine Tätigkeiten.
Nach dem Platzen des Verkaufs des Flughafens wurde ein neues dreistufiges Verkaufsverfahren eröffnet. Bis zum 2. August 2016 konnten Bieter ihr Interesse bekunden und bis zum 1. September 2016 detaillierte Unterlagen einreichen. Die dritte Phase konnte laut EU-Angaben mehrere Bieterrunden umfassen. Im Januar 2017 wurde bekannt, dass nur noch mit einem Interessenten verhandelt werde, einer pfälzischen Firma und ihrem chinesischen Partner. Am 1. März 2017 bestätigte das Land Rheinland-Pfalz den Verkauf seiner Anteile in Höhe von 82,5 Prozent an die chinesische HNA Airport Group, das Land Hessen dagegen sagte den Notartermin mit dem deutschen HNA-Partner, der ADC GmbH aus Deidesheim, kurzfristig ab.
Am 31. Juli 2017 gab die EU-Kommission bekannt, dass die Richtlinien für Subventionen des Landes Rheinland-Pfalz bis 2024 durch einen soliden Wirtschaftsplan der HNA Airport Group gerechtfertigt seien, damit der Flughafenbetrieb ab 2023 wieder rentabel sei.

#### Geschäftsrückgang (2018 bis 2020)
Ende 2018 dementierte Ryanair Gerüchte, sich ganz vom Flughafen Hahn zurückziehen zu wollen. Gleichzeitig wurden zum Sommerflugplan 2019 mehrere Ziele gestrichen, darunter mit London-Stansted auch die über viele Jahre passagierstärkste Verbindung.
Als Folge der COVID-19-Pandemie kündigte Ryanair im Juli 2020 an, ihre Basis am Flughafen Hahn zum 1. November 2020 zu schließen.
Ein Gutachten des BUND vom August 2020 empfiehlt, wegen defizitärer Strukturen sowie klimapolitischen Aspekten 7 von 14 Regionalflughäfen zu schließen. Frankfurt-Hahn wird ausdrücklich als Schließungskandidat genannt.

#### Insolvenz 2021 und neuer Eigentümer 2023
Im Oktober 2021 hat die Flughafen Frankfurt-Hahn GmbH der HNA als chinesische Betreibergesellschaft des Flughafens Frankfurt-Hahn, beim Amtsgericht Bad Kreuznach Insolvenz angemeldet. Die Staatsanwaltschaft Koblenz hat inzwischen Ermittlungen gegen mehrere Beteiligte wegen gewerbsmäßiger Untreue, Subventionsbetrug und Insolvenzverschleppung eingeleitet. Die Beschuldigten sollen u. a. durch falsche Angaben Subventionen des Landes Rheinland-Pfalz in Höhe von 400.000 Euro erschlichen haben. Ende Juni 2022 teilte der Insolvenzverwalter mit, dass die Swift Conjoy neuer Eigentümer des Flughafens werde. Der Verkauf scheiterte jedoch, da der Käufer den vereinbarten Kaufpreis bis zum Ablauf der Frist nicht zahlte.
Anfang April 2023 teilte der Insolvenzverwalter mit, der Flughafen sei an das in Trier ansässige Unternehmen Triwo verkauft worden, die bereits mehrere kleinere Flughäfen besitzt und betreibt. Der Verkauf stand ab der Mitteilung bis zu seinem definitiven Abschluss um den 20. April 2023 unter Bedingungen. Seit Mai 2023 ist die Triwo AG offiziell Eigner der Flughafengesellschaft TRIWO Hahn Airport GmbH.

## Infrastruktur

### Luftseite
Der Flugplatz ist mit einer Anflug- und Landebahnbefeuerung und einem PAPI-System ausgerüstet. In Landerichtung 03 steht ein Allwetterflugbetriebstufe CAT I Anflugverfahren, in Hauptanflugrichtung 21 ein Allwetterflugbetriebsstufe CAT IIIb Anflugverfahren zur Verfügung. Als Navigationshilfen dienen ein ungerichtetes Funkfeuer sowie ein Entfernungsmessgerät (DME).

### Landseite
Östlich der Start- und Landebahn befinden sich die Gebäude zur Abwicklung des Passagier- und Frachtverkehrs.
Das Passagierterminal, das nicht über Fluggastbrücken verfügt, liegt direkt nördlich des Towers. Das dazugehörige Vorfeld kann Flugzeuge bis zur Größe einer Boeing 737-900 oder eines Airbus A320-200 aufnehmen.
Um das Passagierterminal zu entlasten, wurde für die allgemeine Luftfahrt südlich des Towers ein separates General Aviation Terminal (GAT) eingerichtet.
Nördlich des Passagierterminals befinden sich vier Hallen für die Abfertigung der Luftfracht, die für Flugzeuge wie die Antonow An-124, Boeing 747-8 und Airbus A380-800 ausgelegt sind. Zur besseren Zugänglichkeit der Frachtgebäude für LKW wurde eine neue Zugangsstraße errichtet, die östlich um den gesamten Passagierbereich samt Parkplätzen herumführt.
Im weiteren Verlauf des nordöstlichen Bereiches des Flughafens befinden sich zwei Großhallen der Flugzeugwartungsfirma Hangar 901 Aircraft Maintenance, eines unabhängigen Wartungs- und Reparaturbetriebs (MRO).
Im südlichen Bereich des Flughafens betreibt die Tanklager-Gesellschaft Frankfurt-Hahn, eine gemeinsame Tochtergesellschaft von Shell Deutschland und BP Europa, ein Tanklager für den Flugzeugtreibstoff JET A-1. Die Kapazität beträgt seit August 2010 2100 Kubikmeter, die Anlieferung erfolgt über die Straße. Eine Anbindung an die vom Bahnhof Büchenbeuren zum Flughafen führende Stichstrecke der Hunsrückquerbahn, die rund zweihundert Meter östlich des Lagers verläuft, wäre nach deren Reaktivierung möglich. Da etwa drei Kilometer südwestlich eine auch für zivile Zwecke genutzte NATO-Pipeline verläuft, könnte diese bei steigendem Bedarf an Kerosin ebenfalls zur Andienung verwendet werden. Eine aus Zeiten der militärischen Nutzung des Flughafens noch vorhandene, aber nicht genutzte Zweigleitung von der Pipeline zum Lager entspricht allerdings nicht mehr dem Stand der Technik und müsste durch einen Neubau ersetzt werden.

## Flugbetrieb
Der Flughafen ist für Flüge nach Instrumenten- und Sichtflugregeln zugelassen und 24 Stunden geöffnet. Zwischen 21:00 Uhr und 05:00 Uhr ist der Flugverkehr auf Flugzeuge mit Lärmzulassung oder für Sonderfälle beschränkt. Flüge zu Ausbildungs- und Übungszwecken unterliegen in der Nacht, zur Mittagszeit sowie an Sonn- und Feiertagen weiteren Beschränkungen.

### Verkehrszahlen 1997–2022
| Jahr | Passagiere | Luftfracht (Tonnen) | Flugbewegungen |
| ---- | ---------- | ------------------- | -------------- |
| 1997 | 19.026     | -                   | 7.440          |
| 1998 | 32.040     | -                   | 10.064         |
| 1999 | 140.706    | -                   | 19.632         |
| 2000 | 380.281    | -                   | 23.332         |
| 2001 | 438.486    | -                   | 22.912         |
| 2002 | 1.451.530  | -                   | 25.564         |
| 2003 | 2.407.911  | -                   | 31.092         |
| 2004 | 2.744.550  | -                   | 31.484         |
| 2005 | 3.001.898  | -                   | 37.283         |
| 2006 | 3.525.359  | -                   | 39.610         |
| 2007 | 3.955.661  | -                   | 40.980         |
| 2008 | 3.909.862  | 179.375             | 40.586         |
| 2009 | 3.743.281  | 174.664             | 38.970         |
| 2010 | 3.463.571  | 228.547             | 37.081         |
| 2011 | 2.894.109  | 286.416             | 32.923         |
| 2012 | 2.791.195  | 207.520             | 30.015         |
| 2013 | 2.667.529  | 152.503             | 25.065         |
| 2014 | 2.447.140  | 132.638             | 19.103         |
| 2015 | 2.665.255  | 79.661              | 21.652         |
| 2016 | 2.609.156  | 72.577              | 21.220         |
| 2017 | 2.472.198  | 126.753             | 21.037         |
| 2018 | 2.011.686  | 179.499             | 17.554         |
| 2019 | 1.496.362  | 171.177             | 17.066         |
| 2020 | 436.862    | 232.998             | 10.177         |
| 2021 | 676.829    | 258.864             | 12.554         |
| 2022 | 1.377.087  | 220.836             | 15.965         |
| 2023 | 1.673.219  | 150.329             | 15.736         |
| 2024 | 1.865.112  | 105.268             | 17.268         |

### Fluggesellschaften und Ziele
Stand August 2025 wird Frankfurt-Hahn von den Fluggesellschaften Ryanair, Wizz Air/Wizz Air Malta, Air Serbia, Fly One und Air Arabia angeflogen.
Im Sommerflugplan 2025 werden Ziele in England, Irland, Litauen, Marokko, Portugal, Spanien, Italien, Kroatien, Ungarn, Rumänien, Republik Moldau, Serbien, Albanien, Nordmazedonien, Bulgarien, Griechenland und Georgien bedient.

### Luftfracht
Frankfurt-Hahn war 2017 der fünftgrößte Frachtflughafen Deutschlands (hinter Frankfurt, Leipzig/Halle, Köln/Bonn und München). Frachtflüge starten aus Asien und Europa.
2006 wurden zwei neue Frachthallen fertig gestellt. 2009 brach infolge der weltweiten Wirtschaftskrise die Luftfracht am Flughafen Frankfurt-Hahn stark ein. Qantas Airfreight stellte seine Flüge nach/von Frankfurt-Hahn ein. Am 21. September 2009 stellte Emirates die Flüge nach/von Frankfurt-Hahn ein. In der Zeit von Januar bis März 2009 wurden nur 18.344 Tonnen Luftfracht umgeschlagen; im gleichen Zeitraum des Vorjahres waren es noch 29.508 Tonnen.
Auf Grund des Nachtflugbetriebes in Frankfurt-Hahn und dem Nachtflugverbot in Frankfurt wurde 2009 durch die Landesregierungen der Länder Rheinland-Pfalz und Hessen Frankfurt-Hahn als Ausweichflughafen ins Gespräch gebracht. Einige Fluggesellschaften (u. a. Lufthansa Cargo) weigerten sich 2009, ihre Nachtflüge über Frankfurt-Hahn zu leiten, weil die dortigen Kapazitäten nicht ausreichend seien und es ein zu großer logistischer Aufwand sei, da „die meiste Fracht mit Passagiermaschinen transportiert wird“.
Am 25. Februar 2009 landete die erste Maschine der am Flughafen beheimateten Frachtfluggesellschaft Air Cargo Germany (ACG). Am 11. August 2009 wurde das schwerste Frachtstück (189,89 Tonnen inkl. Verladegestell) der Luftfrachtgeschichte verladen, ein für Armenien bestimmter Gasgenerator. Die Fracht wurde mit einer Antonow 225 transportiert.
Air France unterhält am Flughafen Frankfurt-Hahn eine Niederlassung, fliegt ihn aber nicht an. Die Niederlassung verteilt die Import-Sendungen aus Paris (CDG) kommend auf die übrigen Niederlassungen in Deutschland und bereitet die Exportsendungen für die Flüge vor, die wiederum per LKW nach Paris gefahren und von dort ausgeflogen werden.
Im ersten Halbjahr 2012 wurden 103.690 Tonnen Fracht transportiert, ein Rückgang gegenüber dem Vorjahreszeitraum um 27 Prozent. Mit der Insolvenz der Air Cargo Germany im Juli 2013 verlor der Flughafen einen wichtigen Kunden für die Luftfracht. Am 2. Oktober 2013 kündige Qatar Airways an, ab 27. Oktober 2013 keine planmäßigen Frachtflüge mehr nach Frankfurt-Hahn durchzuführen. Bereits im Juli 2013 gab auch die Frachtsparte von Aeroflot die Bedienung von Frankfurt-Hahn auf. Aeroflot bediente den Flughafen zeitweise mehrmals täglich. Das russische Unternehmen hatte vier Frachtmaschinen vom Typ MD-11F fest stationiert.
Die japanische Frachtfluggesellschaft Nippon Cargo Airlines (NCA) flog den Flughafen von 2012 bis 2019 viermal pro Woche an, zuletzt mit Flugzeugen des Typs Boeing 747-8F. Damit diese auf dem Flughafen Frankfurt-Hahn landen kann, wurde 2013 eine Erweiterung der Start- und Landebahn fertiggestellt, die sogenannte RESA-Fläche (Runway End Safety Area). Die Airline bot seit November 2014 auch Tiertransporte an (Live Animal Service). Im Dezember 2019 verließ NCA den Flughafen aufgrund dessen Veräußerung an einen chinesischen Investor.
Der chinesische Flughafen Zhengzhou hat am 9. Mai 2014 ein Kooperationsabkommen mit dem Namen World Cargo Airports Alliance mit dem Flughafen Frankfurt-Hahn unterzeichnet: „Die vereinbarte Kooperation diene dazu, Fracht aus China über den Flughafen Frankfurt-Hahn in Europa zu verteilen. Weitere Flughäfen in Russland und den USA würden in Kürze folgen.“ Diese Zusammenarbeit endete jedoch schon drei Monate später, da, so die erste Erklärung, die Air-China-Piloten nicht über die notwendigen Lizenzen für Schlechtwetteranflüge der CAT IIIb verfügen würden. Nach Weihnachten 2014 wurde bekannt, dass es keine weitere Flüge von Air China Cargo mehr geben wird. Ende August 2016 wurde bekannt, dass zwei Frachter von RAF-Avia am Airport stationiert worden sind. Sie sollen von dort aus zu kurzfristigen Frachtflügen (zum Beispiel für die Automobilindustrie) und europaweiten Terminverkehren starten.
Am 28. August 2017 hat Suparna Airlines die Verbindung zwischen dem Flughafen Xi’an-Xianyang und dem Flughafen Frankfurt-Hahn aufgenommen.

## Verkehrsanbindung
Der Flughafen ist mit Regionalbus- und Fernbuslinien angebunden. Im Individualverkehr ist der Flughafen erreichbar über die B 50, die in diesem Abschnitt autobahnähnlich ausgebaut wurde, und über die A 61.

### Straße
Hauptverbindungsweg für den Flughafen Frankfurt-Hahn in Richtung Osten (Frankfurt am Main, Köln, Mainz u. a.) ist die Bundesstraße 50, die auf einer Neubaustrecke in Richtung A 61 bei Rheinböllen vierspurig ausgebaut wurde. Nach Westen (Trier, Saarland, Luxemburg, A1, A 60 u. a.) ist die Bundesstraße 327 zum Teil dreispurig ausgebaut.
Da seit dem 21. November 2019 der Hochmoselübergang fertig gestellt ist und im Zuge der autobahnähnlichen Neubaustrecke der Bundesstraße 50, verbindet dieser Ausbau somit die Bundesautobahn 60 und die Bundesautobahn 1 bei Wittlich in Richtung Eifel, Luxemburg und Belgien sowie die Bundesautobahn 61 bei Rheinböllen direkter.

### Bus
Mit Stand September 2023 bedienen diese Regional- und Fernbusse den Flughafen:
- Linie 615: Koblenz (im Rahmen des Verkehrsverbundes Rhein-Mosel)
- Linie 660: Simmern
- Linie 750: Bullay
- Flibco: Direktverbindung nach Frankfurt am Main, Frankfurt Flughafen (Terminal 2) und Mainz. Die Fahrzeit zwischen Hahn und Frankfurt beträgt etwa 2 Stunden 10 Minuten; mehrere tägliche Abfahrten.[86]
- Intermezzo Lines: Direktbusse bedienen unter anderem Saarlouis, Neunkirchen (Saar) und Saarbrücken.
- FlixBus: bringt Fahrgäste mehrmals täglich von/zum Flughafen unter anderem aus Frankfurt am Main, Mainz, Trier, Köln und Luxemburg.[87]
- Bohr Omnibus: bietet saisonale Linien u. a. nach Mainz, Frankfurt am Main oder in umliegende Kleinstädte.[88]

Aktuelle Fahrtzeiten, Tickets und Haltestellen finden sich auf den jeweiligen Anbieterseiten sowie auf der Website des Flughafens.

### Bahn
Der Flughafen ist nicht per Bahn zu erreichen. Es gibt seit längerem Pläne, die stillgelegte Hunsrückquerbahn von Langenlonsheim bis zum Flughafen zu reaktivieren, derzeit ist aber kein Realisierungshorizont absehbar. Die Bahn müsste mit Fernbuslinien konkurrieren.

## Räumliche Aufteilung der Verkehrszahlen ab 2017

### Nach Ländern
| Rang                                                            | Ziel                   | Starts 2019 | Veränderung | Starts 2020 | Veränderung | Starts 2021 | Veränderung | Starts 2022 |
| --------------------------------------------------------------- | ---------------------- | ----------- | ----------- | ----------- | ----------- | ----------- | ----------- | ----------- |
| 01                                                              | Spanien                | 1.119       | ▼−74,71 %   | 283         | ▲84,00 %    | 520         | ▲98,65 %    | 1.033       |
| 02                                                              | Italien                | 1.392       | ▼−57,40 %   | 593         | ▲6,00 %     | 626         | ▲ 40 %      | 877         |
| 03                                                              | USA                    | 547         | ▲6,03 %     | 580         | ▼−9,00 %    | 530         | ▲22,83 %    | 651         |
| 04                                                              | Aserbaidschan          | 375         | ▲69,33 %    | 635         | ▼−12,00 %   | 556         | ▲6,47 %     | 592         |
| 05                                                              | Großbritannien         | 135         | ▼−34,07 %   | 89          | ▲7,00 %     | 95          | ▲241,05 %   | 324         |
| 06                                                              | Irland                 | 173         | ▼           | 69          | ▼−61,00 %   | 27          | ▲1040,74 %  | 308         |
| 07                                                              | Rumänien               | 320         | ▼−46,25 %   | 172         | ▲1,00 %     | 173         | ▲55,49 %    | 269         |
| 08                                                              | Marokko                | 427         | ▼−78,69 %   | 91          | ▲74,00 %    | 158         | ▲51,27 %    | 239         |
| 09                                                              | Bulgarien              | 4           | ▲2875,00 %  | 119         | ▲68,00 %    | 200         | ▼−2,50 %    | 195         |
| 10                                                              | Serbien                | 55          | ▲60,00 %    | 88          | ▲33,00 %    | 117         | ▲59,83 %    | 187         |
| 11                                                              | Kroatien               | 75          | ▼           | 20          | ▲370,00 %   | 94          | ▲87,23 %    | 176         |
| 12                                                              | Bosnien u. Herzegowina | 128         | ▼−28,13 %   | 92          | ▲66,00 %    | 153         | ▲8,50 %     | 166         |
| 13                                                              | Griechenland           | 243         | ▼−37,45 %   | 152         | ▲33,00 %    | 202         | ▲29,70 %    | 142         |
| 14                                                              | Portugal               | 127         | ▼68,50 %    | 40          | ▲68,00 %    | 67          | ▲102,99 %   | 136         |
| 15                                                              | Nordmazedonien         | 142         | ▼−43,66 %   | 80          | ▲50,00 %    | 120         | ▲12,50 %    | 135         |
| In dieser Statistik sind nur Starts enthalten (keine Landungen) |                        |             |             |             |             |             |             |             |

### Nach Flughäfen
| Rang                                                            | Ziel                   | Passagiere 2018 | Veränderung | Passagiere 2017 | Starts 2018 | Veränderung | Starts 2017 |
| --------------------------------------------------------------- | ---------------------- | --------------- | ----------- | --------------- | ----------- | ----------- | ----------- |
| 01                                                              | Palma de Mallorca      | 63.291          | ▼−5,88 %    | 67.244          | 416         | ▼−0,24 %    | 417         |
| 02                                                              | London-Stansted        | 53.807          | ▼−8,2 %     | 58.611          | 354         | ▼−3,01 %    | 365         |
| 03                                                              | Rom-Ciampino           | 43.559          | ▼−2,46 %    | 44.658          | 256         | ▼−1,54 %    | 260         |
| 04                                                              | Lissabon               | 34.020          | ▼−3,87 %    | 35.388          | 208         | ▲0 %        | 208         |
| 05                                                              | Pescara                | 33.452          | ▼−0,59 %    | 33.649          | 215         | ▼−1,38 %    | 218         |
| 06                                                              | Vilnius                | 30.909          | ▲4,4 %      | 29.606          | 178         | ▲3,49 %     | 172         |
| 07                                                              | Kuwait                 | 30.323          | ▼−36,46 %   | 47.719          | 220         | ▼−14,73 %   | 258         |
| 08                                                              | Pisa                   | 29.990          | ▼−6,64 %    | 32.122          | 196         | ▼−2 %       | 200         |
| 09                                                              | Marrakesch             | 29.167          | ▲2,97 %     | 28.327          | 176         | ▲7,98 %     | 163         |
| 10                                                              | Nador                  | 26.953          | ▲0,38 %     | 26.850          | 156         | ▼−0,64 %    | 157         |
| 11                                                              | Girona                 | 26.575          | ▼−4,95 %    | 27.958          | 165         | ▼−0,6 %     | 166         |
| 12                                                              | Kerry                  | 26.359          | ▼−4,06 %    | 27.474          | 164         | ▲0 %        | 164         |
| 13                                                              | Faro                   | 25.912          | ▼−22,59 %   | 33.473          | 175         | ▼−13,37 %   | 202         |
| 14                                                              | Bari                   | 25.555          | ▼−4,83 %    | 26.853          | 153         | ▼−3,16 %    | 158         |
| 15                                                              | Dublin                 | 25.491          | ▼−23,23 %   | 33.203          | 161         | ▼−18,27 %   | 197         |
| 16                                                              | Skopje                 | 25.252          | ▲14,63 %    | 22.029          | 138         | ▼−1,43 %    | 140         |
| 17                                                              | Malaga                 | 24.325          | ▼−8,55 %    | 26.598          | 167         | ▼−5,11 %    | 176         |
| 18                                                              | Alicante               | 22.084          | ▼−8,21 %    | 24.060          | 151         | ▼−2,58 %    | 155         |
| 19                                                              | Teneriffa-Süd          | 21.200          | ▲21,08 %    | 17.509          | 129         | ▲22,86 %    | 105         |
| 20                                                              | Timisoara              | 19.596          | ▼−37,97 %   | 31.593          | 130         | ▼−38,68 %   | 212         |
| 21                                                              | Tuzla                  | 19.561          | ▲3,73 %     | 18.857          | 123         | ▲1,65 %     | 121         |
| 22                                                              | Santiago de Compostela | 19.354          | ▲16,91 %    | 16.554          | 136         | ▲21,43 %    | 112         |
| 23                                                              | Comiso                 | 18.147          | ▼−1,53 %    | 18.429          | 107         | ▲0 %        | 107         |
| 24                                                              | Thessaloniki           | 18.027          | ▼−9,92 %    | 20.013          | 111         | ▼−6,72 %    | 119         |
| 25                                                              | Riga                   | 17.903          | ▲0,81 %     | 17.759          | 107         | ▼−3,6 %     | 111         |
| In dieser Statistik sind nur Starts enthalten (keine Landungen) |                        |                 |             |                 |             |             |             |

## Kritik
Der Flughafen Frankfurt-Hahn erhält oft negative Kritiken aufgrund seiner entfernten Lage, begrenzten Verkehrsanbindungen und Flugangebote. Die niedrige Servicequalität, lange Wege, fehlende Annehmlichkeiten, geringe Sitzplatz-Kapazitäten, lange Wartezeiten, Verspätungen und eingeschränkte Sprachunterstützung tragen ebenfalls zur Unzufriedenheit der Passagiere bei.